# Disneyland Monorail
Le Disneyland Monorail, à l'origine conçu par la société allemande Alweg et installé en 1959, est l'une des attractions phare et représentatives du parc Disneyland, en Californie. La voie est restée essentiellement la même depuis 1961, en dehors des quelques modifications apportées à l'occasion de la construction des Disney's California Adventure et Downtown Disney. Le monorail transporte les visiteurs entre deux stations, une dans Disneyland (dans Tomorrowland) et une à l'extérieur du parc, d'abord le Disneyland Hotel depuis 1961 mais maintenant, après les travaux de 2001, au cœur du complexe commercial de Downtown Disney. La voie suit un parcours de 3,7 km conçu pour montrer le parc par le haut. Cinq générations de véhicules de monorail ont été en service.
Disneyland avait signé un contrat avec Alweg qui imposait que le nom de Alweg soit affiché sur le monorail. Cela entra en conflit avec le contrat de la Santa Fe qui autorisait que seul son nom soit associé avec les attractions ferroviaires du parc. Cela causa une tension entre Disneyland et la société de chemin de fer Santa Fe qui provoqua peut être l'arrêt de leur relation et le départ de Santa Fe comme sponsor du Disneyland Railroad.
Une autre attraction impliquant un déplacement de personnes, basée sur la technologie WEDWay, le PeopleMover, fut proposée aux visiteurs du parc jusqu'en 1995.

## Historique

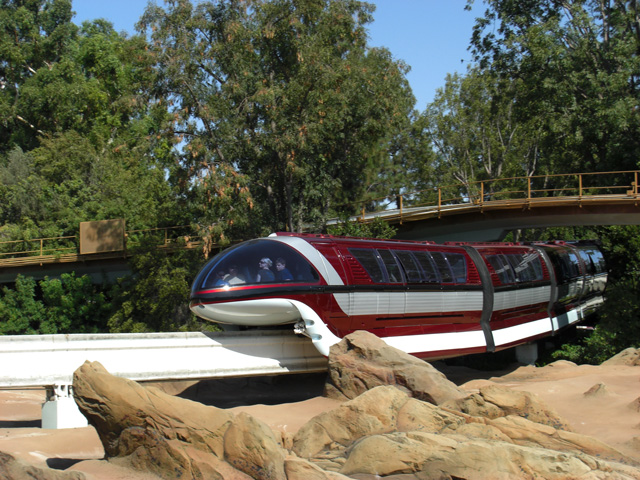
Monorail Mark VII Red vers la station Tomorrwland

Du 26 juin 1957 au 15 septembre 1958, le parc de Disneyland proposait un parcours en Viewliner, un petit train semi-futuriste sur un circuit en 8. Ce premier système était l'œuvre de l'ingénieur Bob Gurr. Mais au même moment, à la suite d'une démonstration en 1957 de la société ALWEG en Allemagne,Walt Disney est fasciné par ce nouveau moyen de transport et souhaite le populariser afin de résoudre les problèmes d'engorgement du trafic autoroutier. Le Viewliner est alors fermé en septembre 1958 et un monorail construit.
Le monorail de Disneyland, à l'origine appelé Disneyland-Alweg Monorail System a ouvert le 14 juin 1959 comme une simple attraction panoramique de Tomorrowland, à l'opposé du Disneyland Railroad et du Skyway, utilisés comme système de transport et comme attraction. Alweg est le nom d'une société allemande basée à Cologne, tentée par la construction de monorail. Le monorail de Disneyland était ainsi le prototype de la société. La cérémonie d'ouverture a été faite en présence du Président Richard Nixon et de sa famille,.
Cette première version était constituée de deux monorails de type Mark I, composés de trois voitures chacun et nommés de par leur couleur respective Red (rouge) et Blue (bleu). Le circuit, long de près de 1300 m, ne comprenait alors qu'une seule station. Lorsque la première voie de monorail a été construite, le coût était d'environ un million de dollar, soit environ 620 000 dollars du kilomètre.[réf. nécessaire]
Walt Disney avait conçu le monorail comme une démonstration des formes futures de transport en commun. Malheureusement, la société américaine de l'époque et en particulier la ville de Los Angeles, voue un culte à l'automobile, laissant au monorail une image associée aux parcs à thèmes.
En juin 1961, un nouveau monorail de type Mark II, de couleur jaune (et donc nommé Yellow) et de quatre voitures, fut ajouté à l'attraction. Avec cet ajout, la voie de monorail a dû être allongée et une seconde station a ouvert à proximité du Disneyland Hotel, l'attraction devenant alors aussi un moyen de transport. Disney profite de cette modification pour remplacer les deux premiers monorails par des Mark II. Les nouveaux comportent des dômes conducteurs.
En 1968, un quatrième train de type Mark III fait aussi son apparition, le Green (couleur verte). Les autres trains sont allongés jusqu'à cinq voitures. Cette nouvelle version permet à nouveau de mettre à jour les anciens trains vers le type Mark III. Au niveau de la gestion du monorail, le parc met en place deux types d'accès, le transport depuis ou vers le Disneyland Hotel et le circuit panoramique. Les visiteurs pouvaient entrer dans le parc depuis l'hôtel avec un billet spécial, en plus du ticket d'entrée au parc, ou rejoindre l'hôtel après avoir visité Disneyland. Les visiteurs du parc pouvaient eux faire le tour du circuit avec un ticket d'attraction E normal mais ne pouvaient descendre à la station de l'hôtel. Afin de s'assurer d'éviter les resquilleurs, les agents de Disney plaçaient les visiteurs dans des compartiments différents, bloqués lors de l'arrêt à l'hôtel.
En 1976, Disney retire le nom Alweg du monorail, en grande partie à cause de la disparition de l'entreprise plusieurs années auparavant.
Au début des années 1980, les monorails de type Mark III commençaient à accuser leur âge comme les Mark IV, utilisés depuis 1971 à Walt Disney World Resort. En 1985, la direction de Disneyland décide de transformer un par un, les Mark III en Mark V. Les anciens trains Mark III sont alors démontés jusqu'au châssis et reconstruits en Mark V. Le Mark III Green est le premier à subir l'opération, devenant le Mark V Purple, suivi par le Mark III Yellow devenant le Mark V Orange. Les monorails Mark III Blue et Red sont ensuite transformés mais ont gardé leur nom et leur couleur, malgré une nuance de bleu plus claire.
Les Mark V sont esthétiquement assez proches des Mark IV de Walt Disney World, inspiré des cockpits aérodynamiques du constructeur aéronautique Learjet. Ils différent du Mark III par l'absence de bulles au-dessus de la cabine à l'image du train Settebello italien ,, de la présence de compartiments fermés, des fenêtres ouvrables et des portes pneumatiques. En raison d'un incident en 1985 sur le monorail de Walt Disney World, une barre de sécurité a été placée au centre des rames, ainsi qu'une sortie de secours dans le toit.
Les Mark V ont été construits par Ride & Show Engineering, Inc et comprennent des châssis construits en Allemagne par Messerschmitt-Bölkow-Blohm (MBB). Le premier Mark V, le Purple, est apparu pour des tests en automne 1986 et a commencé à rouler régulièrement quelques mois plus tard. Le monorail Orange a été mis en circulation durant l'été 1987, le Blue début 1988 et le Red, bien qu'étant le plus ancien des trains, est revenu de rénovation au printemps 1988.
En 1986, l'American Society of Mechanical Engineers classe l'installation comme Historic Mechanical Engineering Landmark (en).
À partir de 1999, en raison de la construction du parc Disney's California Adventure sur l'ancien parking de Disneyland, la voie du monorail a été plusieurs fois fermée durant de longues périodes. La voie du monorail passe en partie dans le nouveau parc et aussi dans l'hôtel adjacent, Disney's Grand Californian Resort. La station du monorail du Disneyland Hotel a été en grande partie refaite afin d'être intégrée dans le nouveau Downtown Disney, à la suite de la destruction d'une partie de la zone située devant l'hôtel.
En 2001, avec l'ouverture du nouveau parc à thème, le monorail revient à un trafic normal.
En 2004, le monorail Orange est retiré du service pour procéder à une rétro-ingénierie au sein des locaux de Walt Disney Imagineering à Glendale, les techniques de conception des monorails Disney n'ayant pas été utilisées depuis plus de 20 ans.
Entre le 21 août et la fin septembre 2006, l'attraction est arrêtée pour permettre la construction de Finding Nemo Submarine Voyage. Profitant de cette période, le monorail Blue est retiré en septembre 2006 pour subir une reconstruction, d'après les enseignements appris sur le monorail orange. Afin de célébrer l'ouverture de l'attraction dédiée à Nemo, le 11 juin 2007, le monorail Red est repeint en jaune et bleu avec le logo de l'attraction sur la voiture centrale.

## Une attraction... et un moyen de transport
- Ouverture : 14 juin 1959[4]
- Conception : WED Enterprises
- Construction : Alweg, WED Enterprises
- Trains en opération depuis 2008-2009 :
  - Mark VII : 3 trains de cinq véhicules Red, Blue, Orange
    - Démontés :
      - Mark V : 3 Blue (1988-2006), Red et Orange (1987-2004)
      - autres, voir l'historique

    - Nombre de trains : 3
- Longueur : 3,7 km.
- Durée : 13 min.
- Gamme de ticket : E (jusqu'en 1982)
- Type d'attraction: Monorail propulsé par des moteurs électriques situés dans chaque voiture
- Situation :
  - Gare de Disneyland : 33° 48′ 46″ N, 117° 55′ 01″ O
  - Gare de Downtown Disney : 33° 48′ 34″ N, 117° 55′ 28″ O

### Exploitation
Le monorail de Disneyland possède deux stations : l'une dans Tomorrowland et l'autre à Downtown Disney.
Le monorail d'origine n'avait qu'une station et réalisait un circuit panoramique. Ce n'est qu'en 1961, avec le prolongement de la voie de l'autre côté du parking, enjambant la Disneyland Drive et l'ajout d'une station devant le Disneyland Hotel. Ce changement transforma l'attraction panoramique en un moyen de transport. Cette dernière station a été profondément remaniée en 2001 avec la construction autour de Downtown Disney. Elle est depuis appelée Downtown Disney Station. Elle est adossée au restaurant thématique Rainforest Cafe, et pour cette raison, son auvent ressemble à des feuilles.
Depuis l'ajout d'une station, celle de Tomorrowland est devenue un terminus où tout le monde doit descendre.
À l'automne 2006, l'accès à la station a été modifiée. La station de Tomorrowland a été rénovée en raison de la construction de Finding Nemo Submarine Voyage. Les rampes de vitesse ont été supprimées et remplacées par une rampe de béton à l'est de la station afin de permettre à la file d'attente d'accéder à la gare tandis qu'à l'ouest, des escaliers en béton permettent de descendre.
Tous les passagers embarquent sur la même plate-forme située entre la voie au sud et surplombant le lagon au nord. On embarque sur le flanc gauche du monorail.
Après l'embarquement, le monorail enjambe les voies d'Autopia puis les rails du Disneyland Railroad. Il poursuit en longeant Harbor Boulevard et rattrape l'entrée des parcs, laissant sur le côté l'Old Administration Building et les dioramas du train. Il traverse la large gare routière située à l'est de l'esplanade principale avant de rejoindre le parc Disney's California Adventure. La voie passe derrière la façade de Monsters, Inc. : Mike & Sulley To The Rescue! puis entre Muppet's Vision 3D et l'attraction fermée Who Wants To Be A Millionaire-Play It!. Le monorail poursuit en empruntant sur le pont fictif, imitant le « Golden Gate Bridge », faisant office d'entrée au parc. De là les visiteurs peuvent admirer l'entrée de Disneyland, située de l'autre côté de l'esplanade, ou Disney's California Adventure. Ensuite il passe le long de Soarin' Over California et poursuit vers le Disney's Grand Californian Resort. Il entre dans l'hôtel, traverse une des cours intérieures avant de longer le centre de convention. Ensuite le monorail traverse la Disneyland Drive puis bifurque vers le nord pour passer entre le cinéma et la boutique LEGO de Downtown Disney. Il entre dans la station de Downtown Disney, recouverte de feuilles géantes en raison du Rainforest Cafe adjacent. Cette station comporte elle aussi qu'une plate-forme, située sur le flanc gauche du monorail. L'arrêt dure cinq minutes.
Après avoir quitté la station de Downtown Disney, la voie fait une boucle autour de l'ensemble commercial, longe le bâtiment de l'attraction Indiana Jones Adventure puis rejoint l'esplanade par le nord-ouest. Le monorail longe l'entrée de Disneyland, les dioramas du train et l'Old Administration Building avant de rentrer dans le parc, en passant au-dessus de la voie de sortie et des rails du train.
Une fois dans le parc Disneyland, le monorail effectue plusieurs virages. Le premier le ramène au-dessus du lagon et permis de rejoindre l'ancienne gare de Fantasyland Autopia, située sur la face est du Matterhorn Bobsleds. Le second permet d'entamer un huit renvoyant vers l'entrée d'Autopia  puis le nord-est du parc, à proximité d'It's a Small World. C'est à cet endroit que se trouve la voie de garage. Ensuite le monorail redescend vers le Matterhorn Bobsleds qu'il contourne par l'ouest, permettant une vue panoramique de Fantasyland, avant de rejoindre la gare de Tomorrowland. Le monorail coupe le lagon à quatre reprises.

## Les différents monorails
- Monorail Mark I Disney-Alweg[11] de 1959 à 1961, un train rouge et un bleu circulent sur la voie
- Monorail Mark II Disney-Alweg  de 1961 à 1969 les deux trains originaux sont allongés d'un wagon et un nouveau train jaune est mis en service, la ligne est prolongée jusqu'au Disneyland Hotel[4]
- Monorail Mark III de 1969 à 1987 quatre nouveaux trains de cinq voitures chacun[4]
- Monorail Mark V depuis 1989
- Monorail Mark VII, trois trains Mark V furent rénovés et remis en service entre juillet 2008 et avril 2009.

Les monorails de type Mark IV et Mark VI sont spécifiques au Walt Disney World Monorail.
Trois trains monorails Mark VII, le Monorail Rouge, le Monorail Bleu et le Monorail Mauve, sont en service régulier. Le quatrième train Mark V, le Monorail Orange, a été retiré du service et envoyé au département ingénierie de Disney à Burbank pour être désassemblé et étudié afin que des schémas soient créés à partir de ce véhicule, parce que Alweg, la société qui construisit les trains du monorail, a fermé.
Les portes de quai sont actionnées manuellement et restent fermées jusqu'à ce que le prochain train arrive et que les acteurs déterminent qu'il est sécuritaire de monter à bord.
Les trains sont alimentés par un courant électrique de 600 V CC, fourni par un petit rail longeant le côté droit de la poutre. Cette barre est similaire au rail électrifié ou « troisième rail » d'une rame de métro.

### Construit par ALWEG
- Véhicule Mark IMonorail Mark I
  - Mise en service : 14 juin 1959

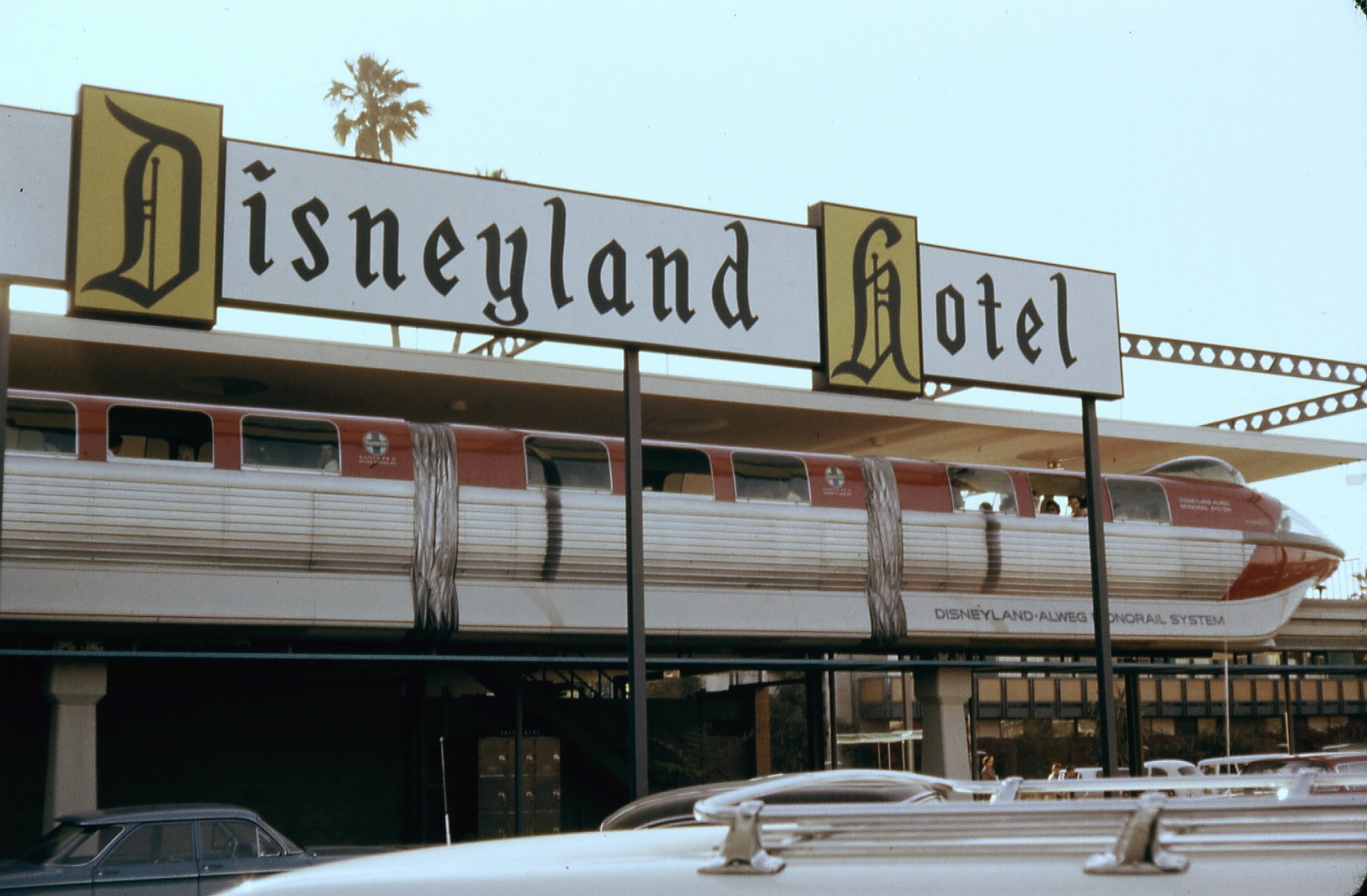
Véhicule Mark I

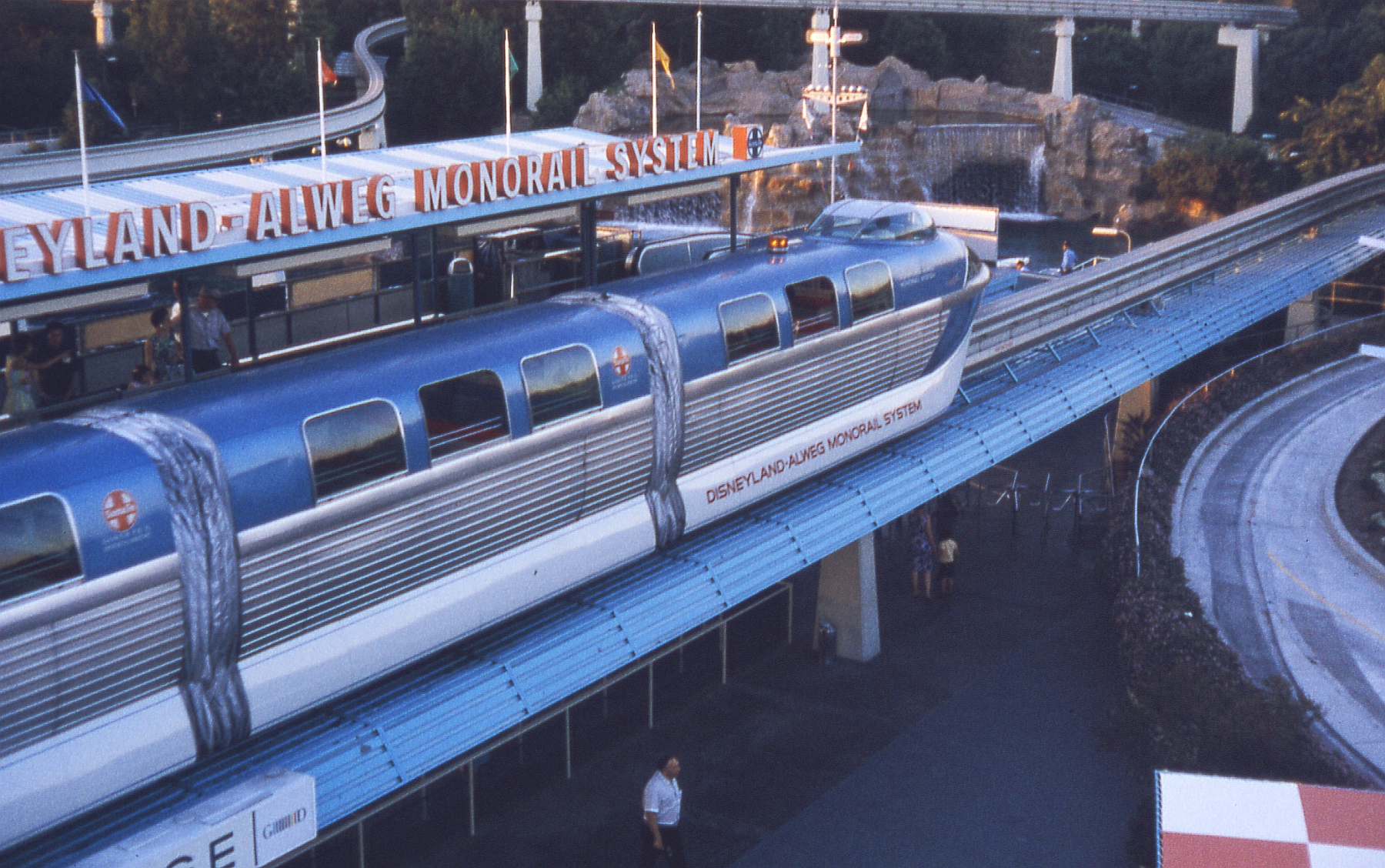
Monorail Mark II Blue à la station de Tomorrowland.

  - Concepteur : WED Entreprises, Alweg
  - Constructeur : WED Entreprises, Alweg
  - Nombre de train : 2
  - Type de trains : Trains de trois véhicules
  - Couleurs: Rouge et Bleu
  - Motorisation : 4 moteurs de 100 chevaux alimenté en 600-V continu par un rail électrifié le long du rail de béton[5]
  - Longueur du circuit : 1,3 km
  - Aspect : Carène profilée avec flanc inspiré des cadillacs[3]

- Monorail Mark II
  - Mise en service : juin 1961
  - Concepteur : WED Entreprises, Alweg
  - Constructeur : WED Entreprises, Alweg
  - Nombre de trains : 3
  - Type de trains : Trains de quatre véhicules avec dôme conducteur
  - Couleurs: Rouge, Bleu et Jaune
  - Longueur du circuit : 3,7 km, et ajout d'une station près du Disneyland Hôtel

### Construit par WED Entreprises
- Monorail Mark III
  - Le Marl III en 1979Mise en service : 1969
  - Concepteur : WED Entreprises
  - Constructeur : WED Entreprises
  - Nombre de trains : 4

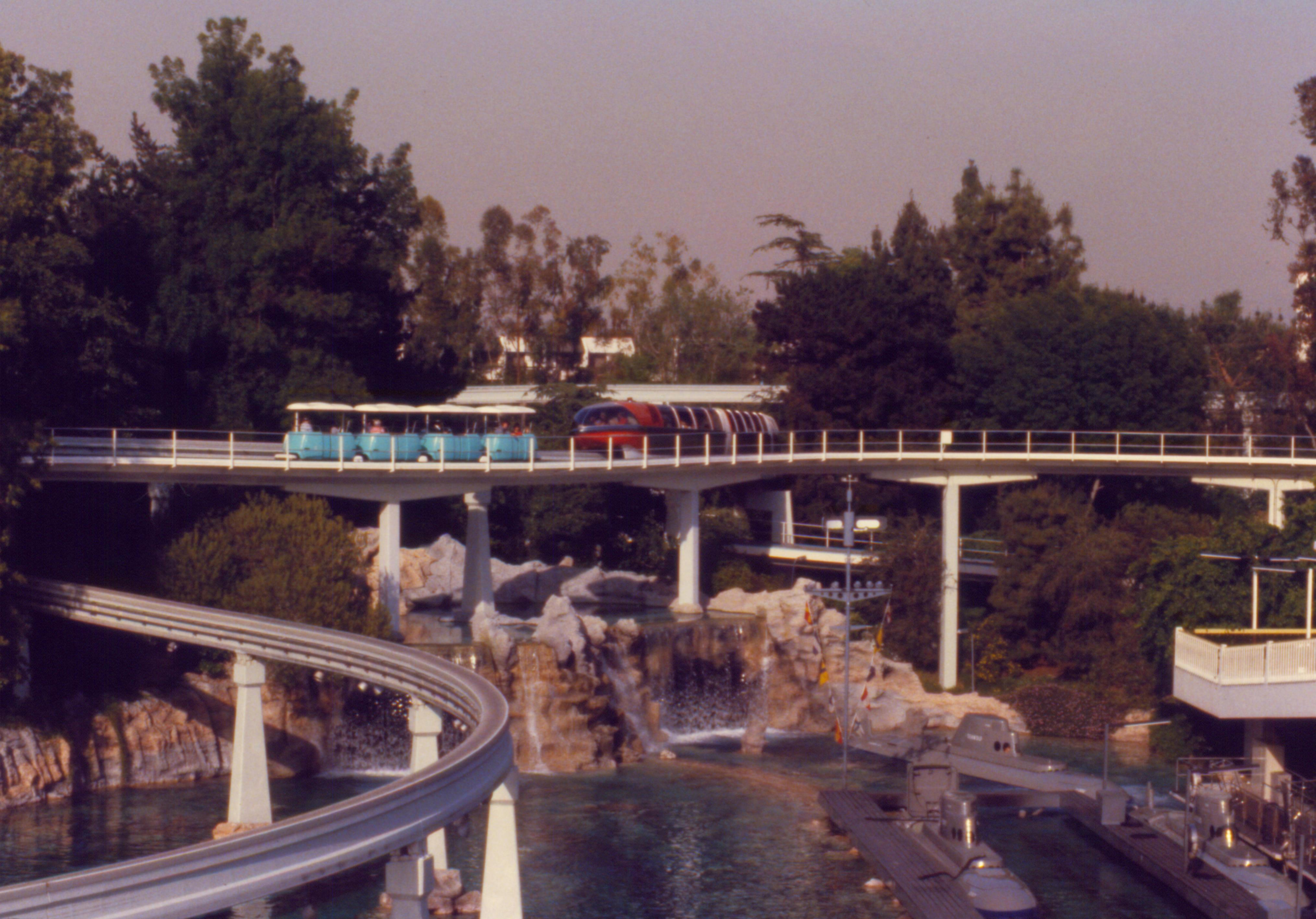
Le Marl III en 1979

  - Type de trains : Trains de cinq véhicules
  - Longueur : 41,8 m[4]
  - Couleurs: Rouge, Bleu, Jaune et Vert

### Construit par Ride & Show Engineering
- Monorail Mark V
  - Mise en service : 23 janvier 1987
  - Concepteur : Walt Disney Imagineering
  - Constructeur : Ride & Show Engineering
  - Nombre de trains : 4
  - Type de trains : Trains de cinq véhicules
  - Capacité : 145 personnes
    - dont places assises : 27 dans les trois voitures centrales et 32 dans les deux extrémités.

  - Longueur : 41,8 m
  - Couleurs: Rouge, Bleu, Orange et Mauve
  - Aspect : Aérodynamisme d'avion

Ces quatre monorails reprennent les châssis des Mark III mais ont une motorisation, des équipements, une carrosserie et un intérieur neufs inspirés des Mark IV en service au Walt Disney World Resort. La structure-carrosserie a été construite par Messerschmitt-Bölkow-Blohm en Allemagne.
La principale différence retenue par les visiteurs, entre les Mark III et les Mark V, fut la disparition des bulles situées au-dessus des voitures avant, aussi appelées dômes conducteurs. L'aspect des voitures avant et arrière est inspiré par le profilé aérodynamique des avions construits par l'avionneur Learjet. Les voitures sont aussi partagées en compartiments fermés mais avec des fenêtres ouvrables, et des portes pneumatiques.

### Construit par Dynamic Structures
- Monorail Mark VII [12],[13]
  - Le véhicule Mark VII Orange passant au-dessus du lagonPhase de test : 20 décembre 2007

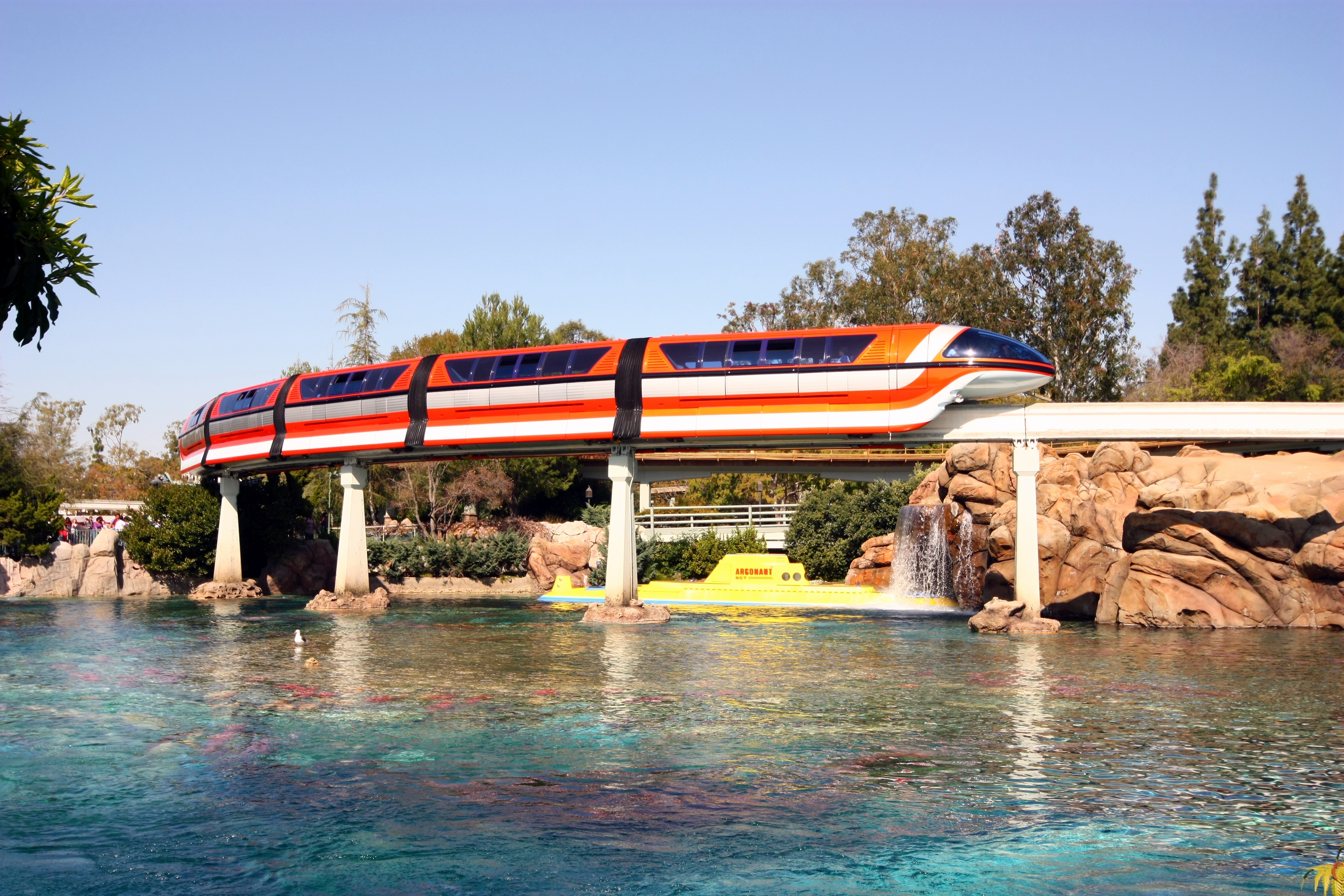
Le véhicule Mark VII Orange passant au-dessus du lagon

  - Mise en service : 3 juillet 2008, 16 septembre 2008, 7 avril 2009
  - Concepteur : Walt Disney Imagineering
  - Constructeur : Dynamic Structures
  - Motoriste : Walt Disney Imagineering, TPI Composites
  - Nombre de trains : 3
  - Type de trains : Trains de cinq véhicules
  - Capacité : 120 personnes
    - avec des banquettes en U aux deux extrémités.

  - Longueur : 41,8 m
  - Couleurs: Rouge, Bleu et Orange
  - Aspect : lisse et retro
  - Vitesse maximale : 48,2 km/h

La rénovation des trains Mark V en Mark VII s'est faite un train à la fois. Il n'y a pas de Mark VI à Disneyland, car Mark VI est utilisé sur le système de monorail Walt Disney World.
Le premier train Mark VII, Monorail Red, est arrivé à Disneyland le 20 décembre 2007. Il devait être mis en service fin février 2008, mais en raison de problèmes de modification de conception, il n'a commencé à servir les clients du parc que le 3 juillet 2008. Mark VII Blue est arrivé sur place le 10 avril 2008, a commencé les tests de jour sans conducteur le 1er août 2008 et a commencé le service client le 16 septembre 2008. Le monorail Mark VII Orange est arrivé sur place le 14 août 2008, a commencé les essais sans conducteur en mars 2009 et a commencé le service passagers le 7 avril 2009.

## Produits dérivés
Disney commercialise des modèles réduits des monorails. Les différents modèles sont devenus l'objet de collections.